# Aparat przeziernikowy
Aparat przeziernikowy, aparat celownikowy – rodzaj aparatu fotograficznego, w którym celowanie (wybór kadru) odbywa się poprzez przeziernik (celownik), a nastawianie ostrości poprzez ustawianie odległości na podziałce obiektywu.